# 8990 Compassion
A 8990 Compassion (ideiglenes jelöléssel 1980 DN) a Naprendszer kisbolygóövében található aszteroida. A Klet program keretében fedezték fel 1980. február 19-én.